# Chi Chè

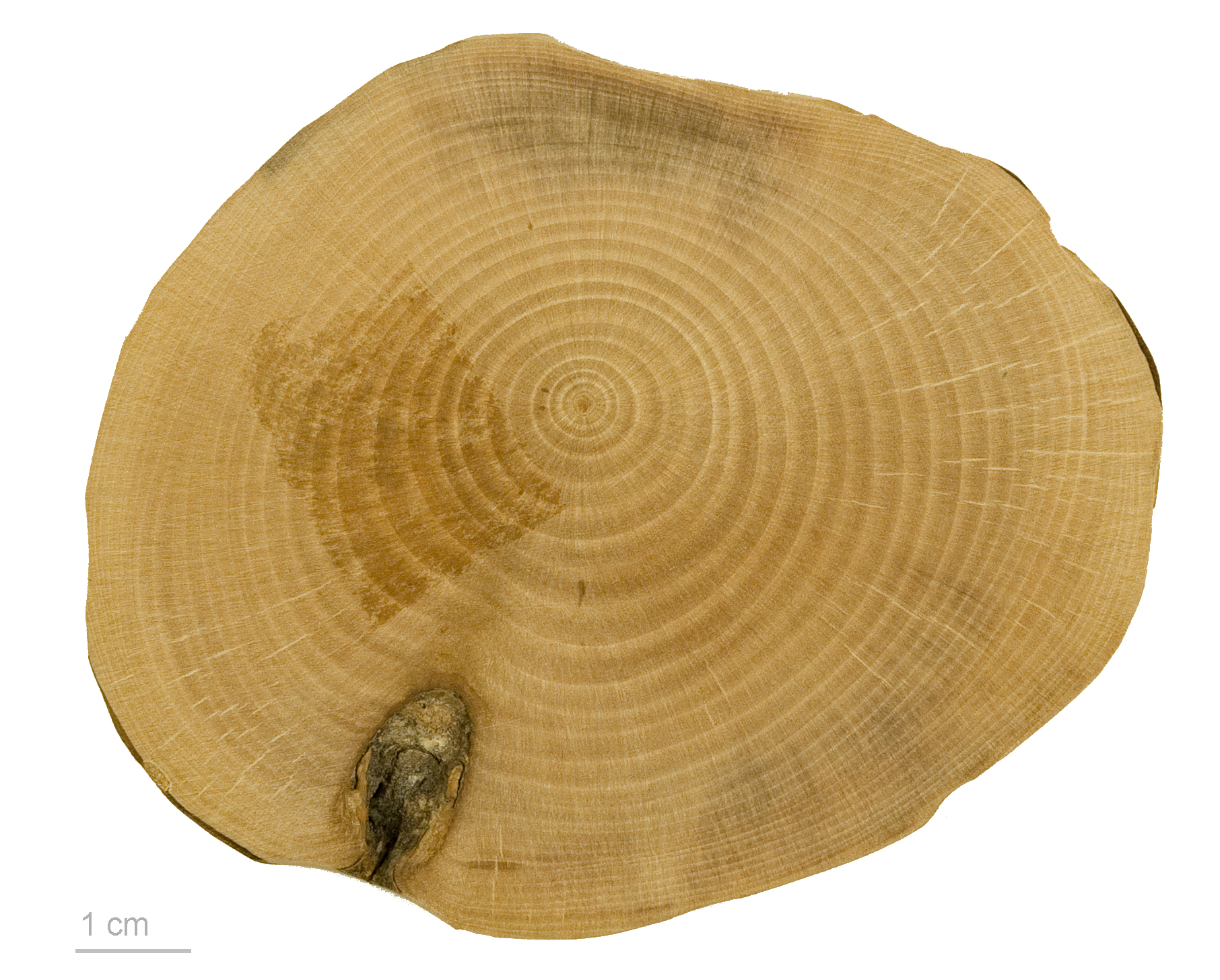
Camellia japonica

Chi Chè (/kəˈmɛliə/, danh pháp khoa học: Camellia) là một chi thực vật có hoa trong họ Chè (Theaceae), có nguồn gốc ở khu vực miền đông và miền nam châu Á, từ dãy Himalaya về phía đông tới Nhật Bản và Indonesia. Hiện vẫn còn mâu thuẫn liên quan tới số lượng loài đang tồn tại, với khoảng 100–250 loài được chấp nhận tùy theo hệ thống phân loại. Chi này được Linnaeus đặt theo tên của Fr. Georg Joseph Kamel S.J., một nhà thực vật học và là một thầy tu dòng Tên. Hoa của các loài trong chi này nổi tiếng xuyên suốt vùng Đông Á; chúng có tên gọi là cháhuā (茶花) trong tiếng Trung, tsubaki (椿 Xuân) trong tiếng Nhật, dongbaek-kkot (동백꽃) trong tiếng Hàn, và hoa trà hoặc hoa chè trong tiếng Việt.
Các loài trong chi này là các cây bụi hay cây thân gỗ nhỏ và thường xanh, cao khoảng 2–20 m. Lá sắp xếp theo kiểu so le, lá đơn, dày, mép lá có khía, thông thường có mặt ngoài bóng láng, dài 3–17 cm. Hoa lớn và dễ thấy, đường kính 1–12 cm, với 5–9 cánh hoa; có màu từ trắng tới hồng hay đỏ, còn màu vàng có ở một số loài. Quả là loại quả nang khô được chia thành 1–5 ngăn, mỗi ngăn chứa 1–8 hạt.
Các loài trong chi này nói chung thích nghi với các loại đất chua, và không thích hợp với các loại đất giàu calci. Phần lớn các loài đòi hỏi có lượng mưa lớn và không chịu được khô hạn.
Các loài Camellia bị ấu trùng của một số loài côn trùng thuộc bộ Cánh vẩy (Lepidoptera) phá hại - xem Danh sách côn trùng cánh vẩy phá hại chi Camellia.

## Các loài

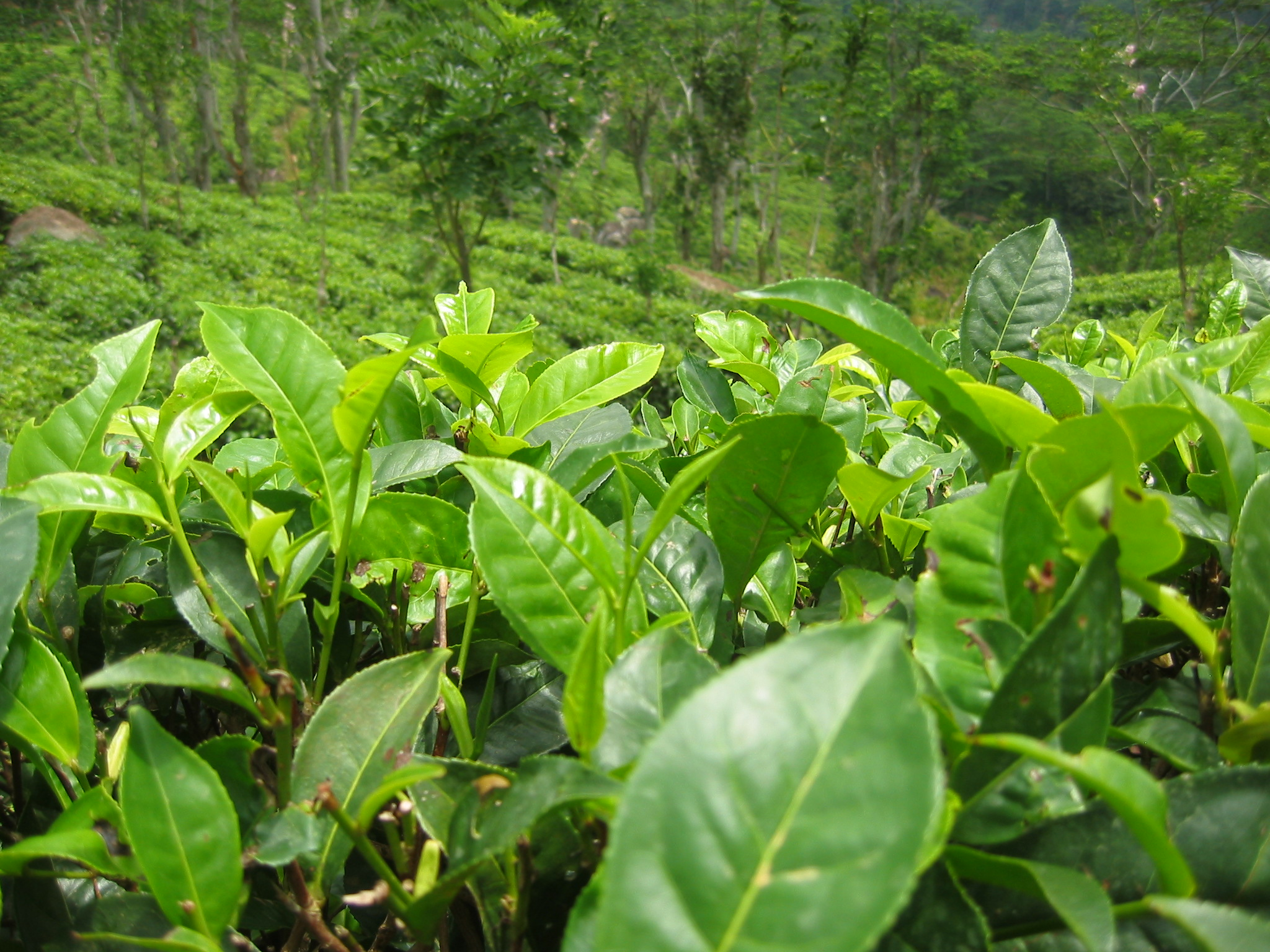
Lá của cây chè (Camellia sinensis).

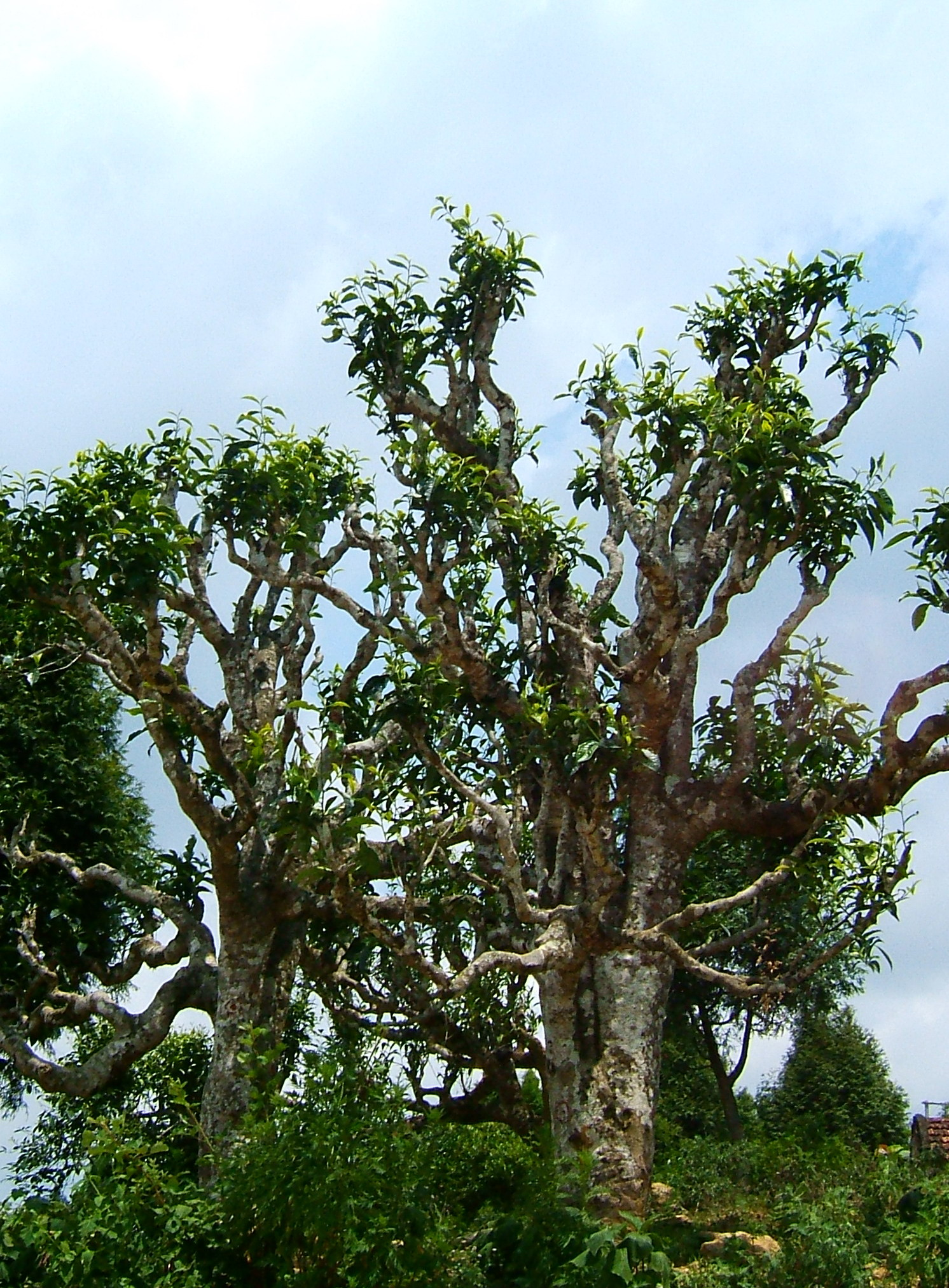
Những cây Chè Shan Tuyết cổ thụ

Chi Camellia thường được chia thành các nhánh hay các phân chi. Nó bao gồm các phân chi như Metacamellia, Protocamellia, Thea. Chi này chứa khoảng 100–250 loài (APG II cho là 120), bao gồm:
- Camellia albata Orel & Curry
- Camellia amplexicaulis (Pit.) Cohen-Stuart - h?i du?ng
- Camellia amplexifolia Merr. & Chun
- Camellia anlungensis Hung T.Chang
- Camellia assimilis Champ. ex Benth. - chè hoa đồng, hải đường núi, trà đồng, chè đồng
- Camellia assimiloides Sealy
- Camellia aurea Hung T.Chang - chè vàng, chè hoa vàng kim
- Camellia azalea C.F.Wei
- Camellia brevistyla (Hayata) Cohen-Stuart
- Camellia bugiamapensis Orel, Curry, Luu & Q.D.Nguyen
- Camellia campanulata Orel, Curry & Luu
- Camellia candida Hung T.Chang
- Camellia capitata Orel, Curry & Luu
- Camellia cattienensis Orel
- Camellia caudata Wall. - chè đuôi, chè hoa đuôi, vĩ diệp sơn trà
- Camellia chekiangoleosa Hu - chè dầu hoa hồng
- Camellia cherryana Orel
- Camellia chinmeiae S.L.Lee & T.Y.A.Yang
- Camellia chrysanthoides Hung T.Chang
- Camellia concinna Orel & Curry
- Camellia connata (Craib) Craib
- Camellia corallina (Gagnep.) Sealy - chè đỏ, chè hoa san hô
- Camellia cordifolia (F.P.Metcalf) Nakai - diệp sơn trà
- Camellia costata S.Y.Hu & S.Y.Liang
- Camellia costei H.Lév.
- Camellia crapnelliana Tutcher - trà Crapnell, lê trà
- Camellia crassicolumna Hung T.Chang
- Camellia crassipes Sealy
- Camellia crassiphylla Ninh & Hakoda  - chè hoa vàng lá dày
- Camellia cucphuongensis Ninh & Rosmann - chè hoa vàng Cúc Phương
- Camellia cuongiana Orel & Curry
- Camellia cupiformis T.L.Ming
- Camellia curryana Orel & Luu
- Camellia cuspidata (Kochs) Bean  - sơn trà lá nhọn
- Camellia dalatensis V.D.Luong, Ninh & Hakoda
- Camellia debaoensis R.C.Hu & Y.Q.Liufu
- Camellia decora Orel, Curry & Luu
- Camellia dilinhensis Ninh & V.D.Luong
- Camellia dongnaicensis Orel
- Camellia dormoyana (Pierre ex Laness.) Sealy - chè bạc, chè hoa Dormoy
- Camellia drupifera Lour.
- Camellia duyana Orel, Curry & Luu
- Camellia edithae Hance
- Camellia elizabethae Orel & Curry
- Camellia elongata (Rehder & E.H.Wilson) Rehder - chè dài, chè hoa lá dài
- Camellia erubescens Orel & Curry
- Camellia euphlebia Merr. ex Sealy - chè gân
- Camellia euryoides Lindl.
- Camellia fangchengensis S.Ye Liang & Y.C.Zhong
- Camellia fansipanensis J.M.H.Shaw, Wynn-Jones & V.D.Nguyen
- Camellia fascicularis Hung T.Chang
- Camellia flava (Pit.) Sealy  - hải đường hoa vàng, chè hoa vàng nhạt
- Camellia flavida Hung T.Chang
- Camellia fleuryi (A.Chev.) Sealy  - chè xốp, chè hoa Chevalier
- Camellia fluviatilis Hand.-Mazz.
- Camellia forrestii (Diels) Cohen-Stuart - chè rừng
- Camellia fraterna Hance - liên nhị hoa
- Camellia furfuracea (Merr.) Cohen-Stuart  - chè hoa cam, chè cám, chè hoa cám
- Camellia gaudichaudii (Gagnep.) Sealy  - chè hoa Gaudichaud
- Camellia gigantocarpa Hu & Huang  - chè dầu quả to
- Camellia gilbertii (A.Chev.) Sealy - chè hoa (vàng) Gilbert, chè Phú Hộ
- Camellia glabricostata T.L.Ming
- Camellia gracilipes Merr. ex Sealy - chè cuống mảnh
- Camellia grandibracteata Hung T.Chang, Y.J.Tan, F.L.Yu & P.S.Wang
- Camellia granthamiana Sealy chè Grantham
- Camellia grijsii Hance  - sơn trà Mân Ngạc
- Camellia gymnogyna Hung T.Chang
- Camellia harlandii Orel & Curry
- Camellia hatinhensis V.D.Luong, Ninh & L.T.Nguyen
- Camellia hekouensis C.J.Wang & G.S.Fan
- Camellia hiemalis Nakai
- Camellia honbaensis Luu, Q.D.Nguyen & G.Tran
- Camellia hongiaoensis Orel & Curry
- Camellia hongkongensis Seem.  - sơn trà Hồng Kông
- Camellia hsinpeiensis S.S.Ying
- Camellia huana T.L.Ming & W.J.Zhang
- Camellia ilicifolia Y.K.Li
- Camellia impressinervis Hung T.Chang & S.Ye Liang
- Camellia indochinensis Merr.
- Camellia ingens Orel & Curry
- Camellia insularis Orel & Curry
- Camellia × intermedia (Tuyama) Nagam.
- Camellia inusitata Orel, Curry & Luu
- Camellia japonica L. – East Asian camellia
synonym Camellia rusticana – snow camellia
- Camellia kissii Wall.
- Camellia krempfii (Gagnep.) Sealy
- Camellia kwangsiensis Hung T.Chang
- Camellia lanceolata (Blume) Seem.
- Camellia langbianensis (Gagnep.) P.H.Hô
- Camellia laotica (Gagnep.) T.L.Ming
- Camellia lawii Sealy
- Camellia leptophylla S.Ye Liang ex Hung T.Chang
- Camellia ligustrina Orel, Curry & Luu
- Camellia longicalyx Hung T.Chang
- Camellia longii Orel & Luu
- Camellia longipedicellata (Hu) Hung T.Chang & D.Fang
- Camellia longissima Hung T.Chang & S.Ye Liang
- Camellia lucii Orel & Curry
- Camellia lutchuensis T.Itô
- Camellia luteocerata Orel
- Camellia luteoflora Y.K.Li ex Hung T.Chang & F.A.Zeng
- Camellia luteopallida V.D.Luong, T.Q.T.Nguyen & Luu
- Camellia luuana Orel & Curry
- Camellia maiana Orel
- Camellia mairei (H.Lév.) Melch.
- Camellia maoniushanensis J.L.Liu & Q.Luo
- Camellia megasepala Hung T.Chang & Trin Ninh
- Camellia melliana Hand.-Mazz.
- Camellia micrantha S.Ye Liang & Y.C.Zhong
- Camellia mileensis T.L.Ming
- Camellia mingii S.X.Yang
- Camellia minima Orel & Curry
- Camellia mollis Hung T.Chang & S.X.Ren
- Camellia montana (Blanco) Hung T.Chang & S.X.Ren
- Camellia murauchii Ninh & Hakoda
- Camellia namkadingensis Soulad. & Tagane
- Camellia nematodea (Gagnep.) Sealy
- Camellia nervosa (Gagnep.) Hung T.Chang
- Camellia oconoriana Orel, Curry & Luu
- Camellia oleifera C.Abel – oil-seed camellia, tea oil camellia
- Camellia pachyandra Hu
- Camellia parviflora Merr. & Chun ex Sealy
- Camellia parvimuricata Hung T.Chang
- Camellia paucipunctata (Merr. & Chun) Chun
- Camellia petelotii (Merr.) Sealy synonyms:
C. chrysantha, C. nitidissima – chè hoa vàng, chè mi vàng
- Camellia philippinensis Hung T.Chang & S.X.Ren
- Camellia pilosperma S.Yun Liang
- Camellia pingguoensis D.Fang
- Camellia piquetiana (Pierre) Sealy
- Camellia pitardii Cohen-Stuart
- Camellia pleurocarpa (Gagnep.) Sealy
- Camellia polyodonta F.C.How ex Hu
- Camellia psilocarpa X.G.Shi & C.X.Ye
- Camellia ptilophylla Hung T.Chang
- Camellia pubicosta Merr.
- Camellia pubifurfuracea Y.C.Zhong
- Camellia pubipetala Y.Wan & S.Z.Huang
- Camellia pukhangensis N.D.Do, V.D.Luong, S.T.Hoang & T.H.Lê
- Camellia punctata (Kochs) Cohen-Stuart
- Camellia pyriparva Orel & Curry
- Camellia pyxidiacea Z.R.Xu, F.P.Chen & C.Y.Deng
- Camellia quangcuongii L.V.Dung, S.T. Hoang & Nhan
- Camellia reflexa Orel & Curry
- Camellia renshanxiangiae C.X.Ye & X.Q.Zheng
- Camellia reticulata Lindl.
- Camellia rhytidocarpa Hung T.Chang & S.Ye Liang
- Camellia rosacea Tagane, Soulad. & Yahara
- Camellia rosiflora Hook.
- Camellia rosmannii Ninh
- Camellia rosthorniana Hand.-Mazz.
- Camellia rubriflora Ninh & Hakoda
- Camellia salicifolia Champ.
- Camellia saluenensis Stapf ex Bean
- Camellia sasanqua Thunb.
- Camellia scabrosa Orel & Curry
- Camellia sealyana T.L.Ming
- Camellia semiserrata C.W.Chi
- Camellia septempetala Hung T.Chang & L.L.Qi
- Camellia siangensis T.K.Paul & M.P.Nayar
- Camellia sinensis (L.) Kuntze – tea plant
- Camellia sonthaiensis Luu, V.D.Luong, Q.D.Nguyen & T.Q.T.Nguyen
- Camellia stuartiana Sealy
- Camellia subintegra P.C.Huang
- Camellia synaptica Sealy
- Camellia szechuanensis C.W.Chi
- Camellia szemaoensis Hung T.Chang
- Camellia tachangensis F.S.Zhang
- Camellia tadungensis Orel, Curry & Luu
- Camellia taliensis (W.W.Sm.) Melch. – also used to make tea like C. sinensis
- Camellia tenii Sealy
- Camellia thailandica Hung T.Chang & S.X.Ren
- Camellia thanxaensa Hakoda & Kirino
- Camellia tienyenensis Orel & Curry
- Camellia tomentosa Orel & Curry
- Camellia tonkinensis (Pit.) Cohen-Stuart
- Camellia transarisanensis (Hayata) Cohen-Stuart
- Camellia trichoclada (Rehder) S.S.Chien
- Camellia tsaii Hu
- Camellia tsingpienensis Hu
- Camellia tuberculata S.S.Chien
- Camellia tuyenquangensis V.D.Luong, Le & Ninh
- Camellia uraku Kitam.
- Camellia villicarpa S.S.Chien
- Camellia viridicalyx Hung T.Chang & S.Ye Liang
- Camellia viscosa Orel & Curry
- Camellia vuquangensis V.D.Luong, Ninh & L.T.Nguyen
- Camellia wardii Kobuski
- Camellia xanthochroma K.M.Feng & L.S.Xie
- Camellia yokdonensis Dung bis & Hakoda
- Camellia yunkiangica Hung T.Chang, H.S.Wang & B.H.Chen
- Camellia yunnanensis (Pit. ex Diels) Cohen-Stuart

## Trồng trọt và sử dụng
Cây chè (Camellia sinensis) là loài cây có giá trị thương mại chính do chè (đồ uống) được sản xuất từ lá của nó. Dầu trà là một loại gia vị ngọt và dầu ăn được sản xuất bằng cách ép hạt của cây chè Camellia sinensis hay chè dầu (Camellia oleifera).
Nhiều loài chè khác được trồng làm cây cảnh vì có hoa đẹp; khoảng 3.000 giống và thứ lai ghép đã được chọn lọc, nhiều giống có hoa kép, như trong thư viện ảnh dưới đây. Camellia japonica (tên thông thường chè mi, chè Nhật Bản) là loài nổi tiếng nhất trong nuôi trồng cây cảnh, với trên 2.000 giống có tên gọi; kế tiếp là C. reticulata với trên 400 giống có tên gọi, và C. sasanqua với trên 300 giống có tên gọi. Các loại cây lai ghép có C. × hiemalis (C. japonica × C. sasanqua) và C. × williamsii (C. japonica × C. salouenensis). Chúng được giới chơi cây cảnh đánh giá cao vì ra hoa sớm, thông thường trong số các loại hoa đầu tiên xuất hiện vào cuối mùa đông. Các trận băng giá muộn có thể làm tổn thương hoa. Các loài cây này có tốc độ tăng trưởng chậm. Thông thường chúng chỉ cao thêm khoảng 30 cm mỗi năm cho đến khi trưởng thành mặc dù điều này phụ thuộc vào từng loài và từng khu vực.
Camellia japonica là loài hoa biểu tượng của bang Alabama, Hoa Kỳ cũng như của thành phố Trùng Khánh, Trung Quốc.

## Người hâm mộ chè
- Elizabeth Bowes-Lyon (1900-2002) trồng chè trong tất cả các mảnh vườn của bà. Khi thi hài của bà được chuyển từ Royal Lodge, Windsor tới đặt tại điện Westminster, các bông hoa chè từ các mảnh vườn của bà đã được phủ lên trên lá cờ che trên quan tài.
- Coco Chanel (1883-1971) đã nổi tiếng vì mặc đồ có màu trắng hoa chè.
- Alexandre Dumas con (1824-1895) đặt tên cuốn tiểu thuyết nổi tiếng của ông La dame aux camélias (1848-bản dịch tiếng Việt: Chè hoa nữ) theo ý nghĩa của loài hoa này đối với nhân vật nữ chính trong tiểu thuyết là Marguerite Gautier.
- Ralph Peer (1892-1960), nhà tiên phong trong công nghiệp âm nhạc, thông thường được coi là Cha đẻ của nhạc đồng quê, đồng thời là (cố) chủ tịch của American Camellia Society (Hiệp hội Trà Hoa Kỳ).

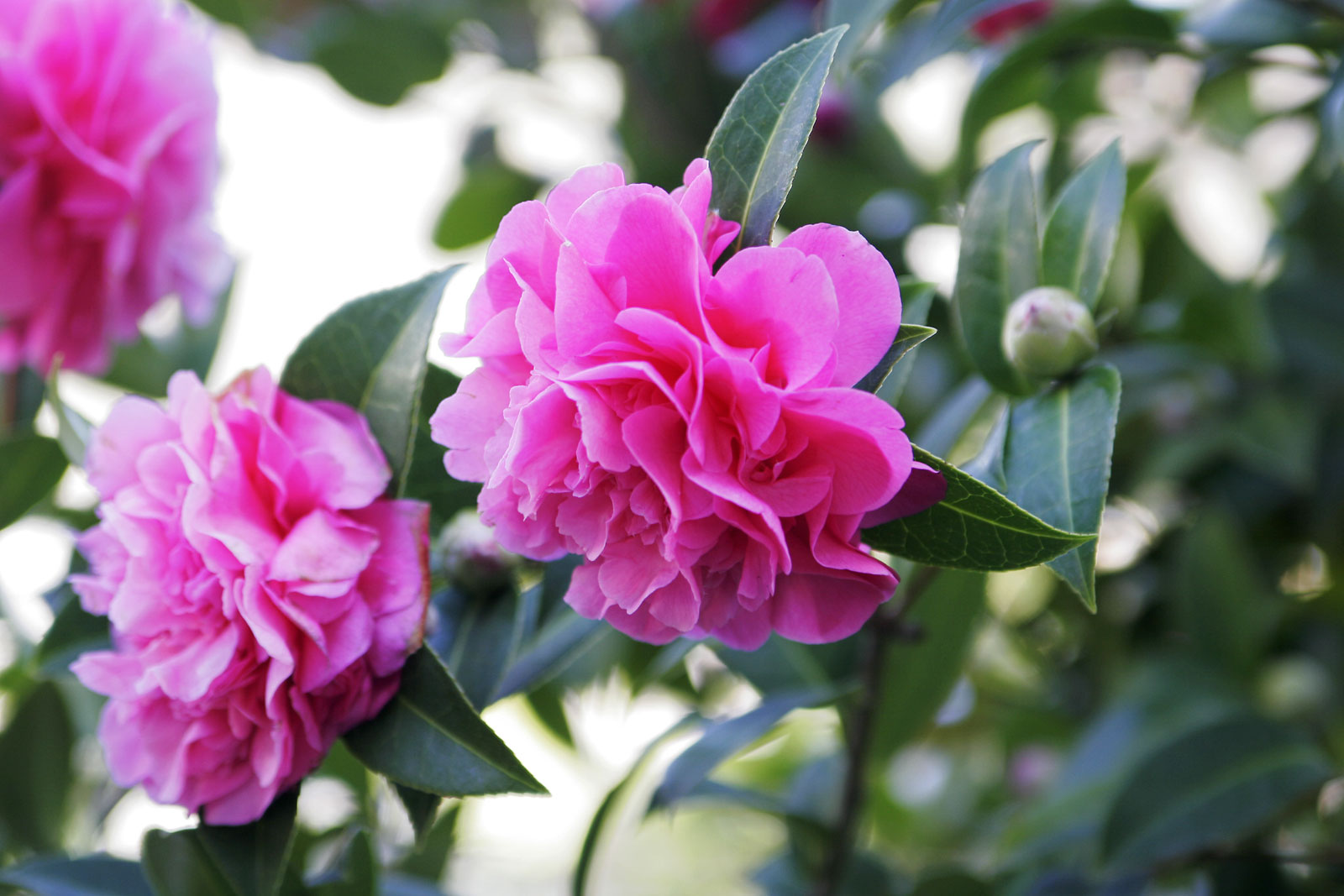
Trà hoa kép
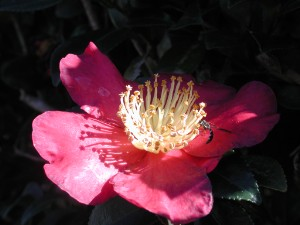
Camellia sasanqua
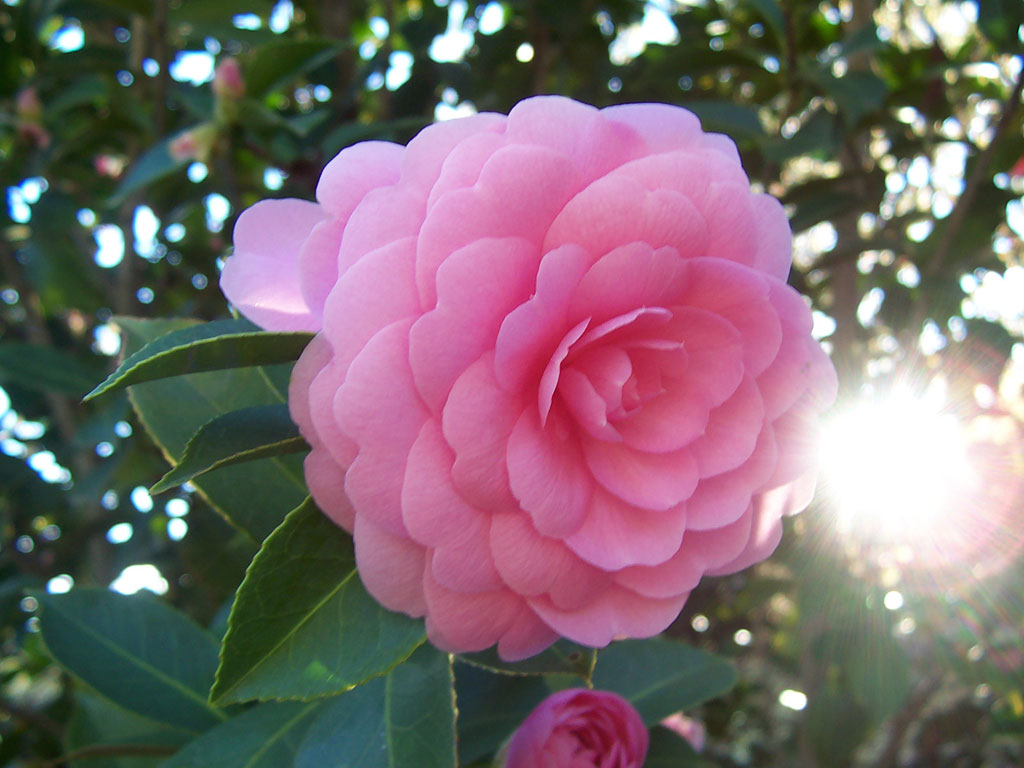
Camellia japonica 'Pink Perfection'
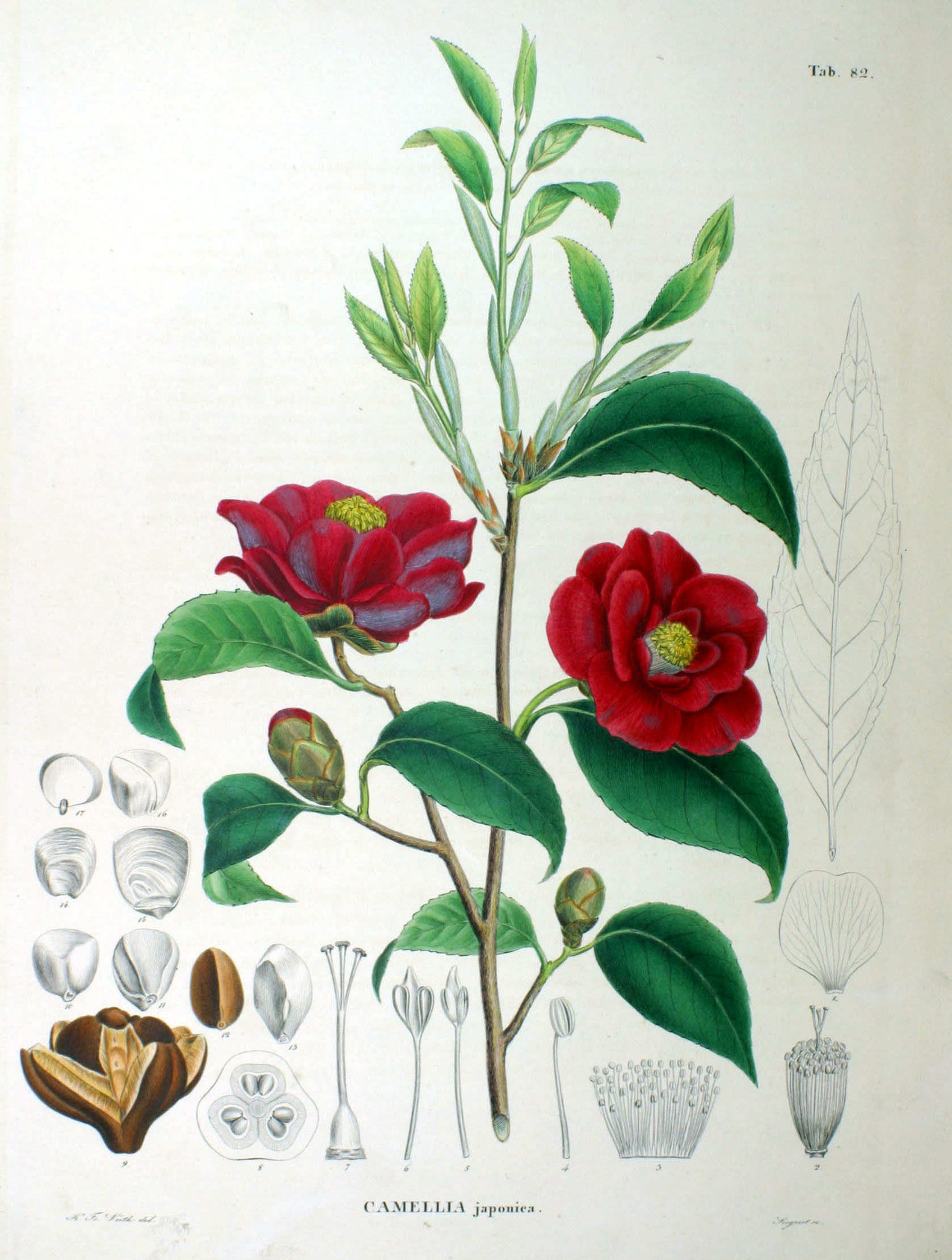
Minh họa thế kỷ 19